# Hoplobatrachus rugulosus
Hoplobatrachus rugulosus es una especie de anfibio anuro de la familia Dicroglossidae. Se encuentra en Camboya, China, Hong Kong, Laos, Macao, Malasia, Myanmar, Filipinas, Taiwán, Tailandia y Vietnam. Su hábitat natural son los pantanos de agua dulce, marismas intermitentes de agua dulce, tierras de cultivo, pastos, jardines rurales, áreas urbanas, lagunas, estanques de acuicultura, las excavaciones abiertas, las tierras de regadío, tierras agrícolas inundadas estacionalmente, y canales y acequias. Se reproducen en primavera-principios de verano.
H. rugulosus es una rana grande, robusta, de hasta 12 cm o más de longitud hocico-cloaca. Las hembras son más grandes que los machos. Son principalmente insectívoros.

## Usos
Se encuentran comúnmente en los mercados tradicionales, los mercados de mariscos, y tiendas de mascotas. Las ranas de tamaño medio se venden como mascotas en las tiendas de mascotas y la variante más pequeña se vende como alimento vivo para arawanas. Son ampliamente criadas para su consumo en Sichuan, China, Malasia y Tailandia.
Estas ranas, aunque mucho más pequeñas que sus homólogas occidentales, son utilizadas por los chinos para cocinar ancas de rana y los filipinos que las cocinan utilizando el método de adobo. La parte anterior de la rana y las patas traseras se fríen en aceite, mientras que en el método de adobo (en el que se utiliza toda la rana) se cocinan en salsa de soja y vinagre.